# Let Us Show You
Let Us Show You är The Shanes debutalbum som släpptes i december 1964 av Columbia. Medlemmar på skivan var Staffan Berggren (sologitarr och sång), Tommy Wåhlberg (gitarr och sång), Svante Elfgren (bas) och Tor-Erik Rautio (trummor). Det förblev gruppens enda album där Berggren medverkade, han lämnade gruppen år 1965 och ersattes av Kit Sundqvist på gruppens andra album The Shanegang, samt det enda som Lennart Grahn inte är med på.

## Bakgrund
Till skillnad från många andra debutalbum från denna epok är majoriteten av låtarna på Let Us Show You skrivna av bandmedlemmarna. Av albumets tolv spår står Berggren bakom åtta av dem, med Wåhlberg som medkompositör på "Gunfight Saloon". Resterande fyra spår är coverversioner av pop och rock-låtar, såsom Cathy's Clown och All I Have to Do Is Dream av the Everly Brothers, Keep-a-knockin' av Little Richard samt I Got a Woman av Ray Charles. Albumet tar sin titel från Berggrens komposition Let Me Show You Who I Am som släpptes på singel två månader innan albumet kom ut.
Fem av albumets låtar släpptes redan innan i form av tre singlar. Den första var Gunfight Saloon som släpptes som deras debutsingel i mars 1963 och nådde nummer tio på Tio i topp och 18 på Kvällstoppen, därefter släpptes Keep-a-Knockin' med Come On Sally som B-sida i augusti 1964 och nådde nummer åtta på Tio i topp. Därefter släpptes Let Me Show You Who I Am, med Say You Want Me på baksidan i Oktober 1964, en singel som kom och bli en av deras största hits när den nådde nummer ett på Tio i Topp och nummer tio på Kvällstoppen.
När Let Me Show You Who I Am väl blev en hit i Sverige valde skivbolaget Columbia att sätta ihop ett album för att kapitalisera Shanes nya popularitet och det släpptes i december 1964, men nådde dock inga försäljningslistor. Två månader senare, i Februari 1965, tog Columbia två låtar från albumet, Georgia's Back In Town och My Lover Baby och släppte dem på en singel, vilket inte heller resulterade i en listplacering. Albumet återutgavs år 1967 av His Master's Voice med ett alternativt omslag.

## Låtlista
Alla låtar är skrivna och komponerade av Staffan Berggren om inget annat anges. 
| 1.           | "Let Me Show You Who I Am" |                                                        | 2:26  |
| 2.           | "Say You Want Me"          |                                                        | 2:05  |
| 3.           | "Cathy's Clown"            | Don Everly                                             | 2:17  |
| 4.           | "Georgia's Back In Town"   |                                                        | 3:39  |
| 5.           | "Just Go"                  |                                                        | 1:47  |
| 6.           | "My Lover Baby"            | Berggren Tommy Wåhlberg Svante Elfgren Tor-Erik Rautio | 2:02  |
| Total längd: | Total längd:               | Total längd:                                           | 14:17 |

| 1.           | "Keep-A-Knockin'"           | Richard Pennimann              | 1:40  |
| 2.           | "I Got a Woman"             | Ray Charles                    | 2:36  |
| 3.           | "All I Have To Do Is Dream" | Felice Bryant Boudleaux Bryant | 2:33  |
| 4.           | "Come On Sally"             |                                | 2:17  |
| 5.           | "The Shanegang              |                                | 2:19  |
| 6.           | "Gunfight Saloon"           | Berggren Wåhlberg              | 1:57  |
| Total längd: | Total längd:                | Total längd:                   | 14:44 |

## Medverkande
- Tommy Wåhlberg - sång, kompgitarr
- Staffan Berggren - sologitar, sång
- Svante Elfgren - basgitarr, sång
- Tor-Erik Rautio - trummor
- Bo Trenter - fotografi[2]
- Bo Arrhed - fotografi[2]
- Bengt H. Malmqvist - fotografi, design[2]
- Bert Persson - design[2]